# KBS 파노라마
《KBS 파노라마》(Panorama)는 2013년 4월 11일부터 2014년 12월 19일까지 방송되었던 다큐멘터리 프로그램이다.

## 기획 의도
정치, 경제, 역사, 자연, 사회, 문화, 인물, 환경, 과학, 문명, 국제 등 모든 분야에 대해 시청자가 공영방송에 기대하는 다큐멘터리 프로그램이다.

## 방영 목록

### 연속 기획

#### 2013년
| 연속 기획 제목                      | 연속 기획 제목 | 연속 기획 제목 | 연속 기획 제목                              | 연속 기획 제목         | 연속 기획 제목         |
| 회차                                | 방송일         | 부제           | 부제                                        | 제작진                 | 제작진                 |
| 회차                                | 방송일         | 부제           | 부제                                        | 글 · 구성              | 연출                   |
| 당신의 몸                           | 당신의 몸      | 당신의 몸      | 당신의 몸                                   | 당신의 몸              | 당신의 몸              |
| ----------------------------------- | -------------- | -------------- | ------------------------------------------- | ---------------------- | ---------------------- |
| 1회                                 | 4월 11일       | 1부            | 내 몸이 싫어요.                             | 박희경                 | 김진혁, 함정민, 고휘진 |
| 13회                                | 5월 30일       | 2부            | 몸은 기억한다.                              | 박희경                 | 김진혁, 함정민         |
| 잠 못드는 행성 지구                 |                |                |                                             |                        |                        |
| 2회                                 | 4월 12일       | 1부            | 불의 고리                                   | -                      | 손현철                 |
| 4회                                 | 4월 19일       | 2부            | 마그마 속으로                               | -                      | 김형운                 |
| 6회                                 | 4월 26일       | 3부            | 백두산의 경고                               | -                      | 최지원                 |
| 보이지 않는 아이들                  |                |                |                                             |                        |                        |
| 7회                                 | 5월 9일        | 1부            | 도시는 아무도 모른다.                       | 신지현, 김근라, 김민회 | 김명숙, 윤영식         |
| 9회                                 | 5월 16일       | 2부            | 시골 - 섬이 되다                            | 김근라                 | 윤영식, 김명숙, 김민회 |
| 쿠쉬나메                            |                |                |                                             |                        |                        |
| 10회                                | 5월 17일       | 1부            | 신라에서 온 페르시아 왕자                   | 서미현                 | 김정희                 |
| 12회                                | 5월 24일       | 2부            | 페르시아인들의 파라다이스 신라              | 서미현                 | 김정희                 |
| 한반도 - 야생은 살아있다.           |                |                |                                             |                        |                        |
| 16회                                | 6월 7일        | 1부            | 표범의 마지막 포효                          | -                      | 최기순                 |
| 18회                                | 6월 14일       | 2부            | 숲속의 제왕 담비                            | -                      | 김상범                 |
| 22회                                | 6월 28일       | 3부            | 여우의 꿈                                   | -                      | 유재우                 |
| 24회                                | 7월 5일        | 4부            | 사향노루의 슬픈 전설                        | -                      | 신동만                 |
| 세계최초 - 1,000km 엠티쿼터를 가다. |                |                |                                             |                        |                        |
| 19회                                | 6월 20일       | 1부            | 모래파도 속으로                             | 박금란                 | 조영중                 |
| 21회                                | 6월 27일       | 2부            | 아라비아의 심장                             | 박금란                 | 조영중                 |
| 김난도의 내일                       |                |                |                                             |                        |                        |
| 23회                                | 7월 4일        | 1부            | 청춘 - 일을 탐하다                          | 신지현                 | 이재혁, 김민회         |
| 25회                                | 7월 11일       | 2부            | 청춘 - 일을 취하다                          | 지선숙                 | 이재혁, 김민회         |
| 한반도 문명기원 탐사                |                |                |                                             |                        |                        |
| 27회                                | 7월 18일       | 1부            | 잃어버린 세계 - 고인돌                      | 박소희                 | 나원식                 |
| 31회                                | 8월 1일        | 2부            | 바다를 품은 바위 - 반구대 암각화            | 박소희                 | 강성훈                 |
| 끝나지 않은 전쟁 - 일본군 위안부    |                |                |                                             |                        |                        |
| 33회                                | 8월 8일        | 1부            | 아시아의 피해자들                           | 강유정                 | 김영철                 |
| 35회                                | 8월 15일       | 2부            | 망향의 한                                   | 강유정                 | 김영철                 |
| 일본을 보는 두 가지 테마            |                |                |                                             |                        |                        |
| 39회                                | 8월 29일       | 1부            | 오키나와의 기억                             | 김혜진                 | 김형석                 |
| 41회                                | 9월 5일        | 2부            | 국경의 섬 - 오키나와                        | 김혜진                 | 김형석                 |
| 석굴암                              |                |                |                                             |                        |                        |
| 42회                                | 9월 6일        | 1부            | 대륙의 길 - 그리스 로마에서 경주까지        | 임미랑                 | 윤찬규                 |
| 44회                                | 9월 13일       | 2부            | 구도의 집 - 모든 법은 하나로 돌아가니       | 임미랑                 | 윤찬규                 |
| 비와 생명                           |                |                |                                             |                        |                        |
| 45회                                | 9월 19일       | 1부            | 어미는 둥지를 떠나지 않는다.                | 신동만, 정택수         | 신동만, 정택수         |
| 46회                                | 9월 20일       | 2부            | 아비는 무지개를 보았다                      | 신동만, 정택수         | 신동만, 정택수         |
| 의궤 - 8일간의 축제                 |                |                |                                             |                        |                        |
| 51회                                | 10월 10일      | 1부            | 사중지공 - 축제의 두 얼굴                   | 유가열, 은지희, 김해연 | 최필곤, 김영우, 조성광 |
| 53회                                | 10월 17일      | 2부            | 불취무귀 - 취하지 않은 자는 돌아갈 수 없다. | 유가열, 은지희, 김해연 | 최필곤, 김영우, 조성광 |
| 54회                                | 10월 24일      | 3부            | 의궤 다이어리 - 오늘은 기쁜 날              | 유가열, 은지희, 김해연 | 최필곤, 김영우, 조성광 |
| 제돌이의 꿈은 바다였습니다.         |                |                |                                             |                        |                        |
| 56회                                | 10월 31일      | 1부            | 작별                                        | -                      | 이광록                 |
| 57회                                | 11월 1일       | 2부            | 만남                                        | -                      | 이광록                 |
| 은퇴 - 그 후                        |                |                |                                             |                        |                        |
| 60회                                | 11월 14일      | 1부            | 아버지 - 길을 묻다                          | 윤대희                 | 김지연                 |
| 61회                                | 11월 15일      | 2부            | 노후난민 - 일본 50대가 흔들린다.            | 윤대희                 | 김지연                 |
| 아프리카의 그늘                     |                |                |                                             |                        |                        |
| 64회                                | 11월 28일      | 1부            | 은밀한 욕망 - 사자 사냥                     | 정재홍                 | 박환성                 |
| 65회                                | 11월 29일      | 2부            | 위험한 유혹 - 밀렵                          | 나은아                 | 이정수, 안주영, 함민희 |
| 북송 - 테사 교수의 진실추적 10년    |                |                |                                             |                        |                        |
| 66회                                | 12월 5일       | 1부            | 책략                                        | 유재은                 | 고정훈                 |
| 68회                                | 12월 12일      | 2부            | 침묵                                        | 유재은                 | 고정훈                 |

#### 2014년
| 연속 기획 제목                      | 연속 기획 제목 | 연속 기획 제목 | 연속 기획 제목                 | 연속 기획 제목         | 연속 기획 제목         |
| 회차                                | 방송일         | 부제           | 부제                           | 제작진                 | 제작진                 |
| 회차                                | 방송일         | 부제           | 부제                           | 글 · 구성              | 연출                   |
| 부국의 조건                         | 부국의 조건    | 부국의 조건    | 부국의 조건                    | 부국의 조건            | 부국의 조건            |
| ----------------------------------- | -------------- | -------------- | ------------------------------ | ---------------------- | ---------------------- |
| 73회                                | 1월 1일        | 1부            | 갈라진 도시                    | 김근라, 이수진, 박소희 | 황응구, 박진범, 김영철 |
| 74회                                | 1월 2일        | 2부            | 탐욕의 대가                    | 김근라, 이수진, 박소희 | 황응구, 박진범, 김영철 |
| 75회                                | 1월 3일        | 3부            | 신 국부론                      | 김근라, 이수진, 박소희 | 황응구, 박진범, 김영철 |
| 색 네 개의 욕망                     |                |                |                                |                        |                        |
| 77회                                | 1월 10일       | 1부            | Blue - 구원의 기도             | 고은희                 | 김종석, 김한석, 이성범 |
| 114회                               | 6월 19일       | 1부            | Blue - 구원의 기도             | 고은희                 | 김종석, 김한석, 이성범 |
| 79회                                | 1월 17일       | 2부            | Red - 불멸의 마법              | 고은희                 | 김종석, 김한석, 이성범 |
| 81회                                | 1월 24일       | 3부            | Green - 소유의 괴물            | 고은희                 | 김종석, 김한석, 이성범 |
| 83회                                | 1월 31일       | 4부            | White - 탐미의 가면            | 고은희                 | 김종석, 김한석, 이성범 |
| 리얼 아프리카                       |                |                |                                |                        |                        |
| 78회                                | 1월 16일       | 1부            | 깨어나는 거인                  | 신지현                 | 김영선                 |
| 80회                                | 1월 23일       | 2부            | 조용한 자긍심                  | 신지현                 | 김영선                 |
| 몽골고원                            |                |                |                                |                        |                        |
| 82회                                | 1월 30일       | 1부            | 알타이의 제왕 검독수리         | 이지희                 | 염상섭                 |
| 84회                                | 2월 6일        | 2부            | 낙타의 노래                    | 조정은                 | 정준호                 |
| 86회                                | 2월 13일       | 3부            | 바람의 땅 고비                 | 조정은                 | 강정호                 |
| 88회                                | 2월 20일       | 4부            | 노마드 - 길을 묻다             | 이지희                 | 염상섭                 |
| 굿모닝 미스터 오웰 30년 - 백남준    |                |                |                                |                        |                        |
| 93회                                | 3월 14일       | 1부            | 예술의 반란을 꿈꾸다           | 한수연                 | 이지희                 |
| 95회                                | 3월 21일       | 2부            | 디스토피아를 넘어서            | 한수연                 | 이지희                 |
| 21세기 교육혁명 - 미래교실을 찾아서 |                |                |                                |                        |                        |
| 94회                                | 3월 20일       | 1부            | 거꾸로 교실의 마법             | 민혜진                 | 정찬필                 |
| 96회                                | 4월 3일        | 2부            | 가르침 시대의 종말             | 민혜진                 | 정찬필                 |
| 110회                               | 5월 30일       | 3부            | 진짜 세상을 향한 교실          | 최유라                 | 정찬필                 |
| 신의 뇌                             |                |                |                                |                        |                        |
| 97회                                | 4월 4일        | 1부            | 지상의 신                      | 박정아                 | 김은주                 |
| 99회                                | 4월 11일       | 2부            | 파스칼의 내기                  | 박정아                 | 김은주                 |
| 히말라야 인                         |                |                |                                |                        |                        |
| 98회                                | 4월 10일       | 1부            | 야차굼바의 길                  | 이용규                 | 구중회, 이경묵         |
| 100회                               | 4월 24일       | 2부            | 학교 가는 길 - 차다            | 이혜나                 | 구중회, 이경묵         |
| 101회                               | 4월 25일       | 3부            | 천상의 길 - 창탕               | 김혜진                 | 구중회, 이경묵         |
| 치매                                |                |                |                                |                        |                        |
| 103회                               | 5월 1일        | 1부            | 피할 수 없는 전쟁              | 윤영수                 | 장강복                 |
| 104회                               | 5월 2일        | 2부            | 그래도 희망은 있다?            | 윤영수                 | 장강복                 |
| 한국인의 고독사                     |                |                |                                |                        |                        |
| 107회                               | 5월 22일       | 1부            | 보이지 않는 죽음 - 1년의 기록  | 박금란                 | 김명숙, 문지혜         |
| 109회                               | 5월 29일       | 2부            | 마지막 메시지                  | 박금란                 | 김명숙, 문지혜         |
| 여야 의원 4인 - 독일에 가다         |                |                |                                |                        |                        |
| 111회                               | 6월 6일        | 1부            | 독일 번영을 이끈 협력정치      | 정은이                 | 유종훈, 박상욱         |
| 112회                               | 6월 12일       | 2부            | 통일 독일의 교훈               | 정은이                 | 유종훈, 박상욱         |
| 훔볼트 로드 - 왜 탐험하는가         |                |                |                                |                        |                        |
| 113회                               | 6월 13일       | 1부            | 위대한 질문 - 왜               | 진유경                 | 김진혁, 탁재형, 윤재완 |
| 115회                               | 6월 20일       | 2부            | 살려거든 측정하라              | 진유경                 | 김진혁, 탁재형, 윤재완 |
| 117회                               | 6월 27일       | 3부            | 모든 것은 연결되어 있다        | 진유경                 | 김진혁, 탁재형, 윤재완 |
| 119회                               | 7월 4일        | 4부            | 더 좋은 세상을 위하여          | 진유경                 | 김진혁, 탁재형, 윤재완 |
| 위험한 생명                         |                |                |                                |                        |                        |
| 116회                               | 6월 26일       | 1부            | 각인 - 저어새의 기억           | 이정수                 | 이정수                 |
| 118회                               | 7월 3일        | 2부            | 숲의 은둔자 황금원숭이         | 이지희                 | 신동만                 |
| 120회                               | 7월 10일       | 3부            | 알바트로스 복원 대작전         | 신동만                 | 신동만                 |
| 디지털 미래경제                     |                |                |                                |                        |                        |
| 122회                               | 7월 17일       | 1부            | 3D 프린팅 - 새로운 제조혁명    | -                      | 유성문, 이승하         |
| 123회                               | 7월 18일       | 2부            | 비트코인 - 가상화폐의 도전     | -                      | 유성문, 이승하         |
| 세월호 참사 100일 기획              |                |                |                                |                        |                        |
| 124회                               | 7월 24일       | 1부            | 18살의 꿈 - 단원고 2학년 3반   | 황정연                 | 우경도                 |
| 125회                               | 7월 25일       | 2부            | 고개숙인 언론                  | 신지현                 | 이내규, 이윤정, 김민정 |
| 친환경 유기농의 진실                |                |                |                                |                        |                        |
| 126회                               | 7월 31일       | 1부            | 가짜 인증의 덫                 | 최주희, 성지연         | 윤영식, 김승용         |
| 128회                               | 8월 7일        | 2부            | 농약의 유혹                    | 최주희, 성지연         | 윤영식, 김승용         |
| 전쟁과 일본                         |                |                |                                |                        |                        |
| 127회                               | 8월 1일        | 1부            | 전범이 된 조선 청년들          | 박소희                 | 나원식                 |
| 129회                               | 8월 8일        | 2부            | 1937 - 난징의 기억             | 신지현                 | 김무관, 김영선         |
| 131회                               | 8월 15일       | 3부            | 히로히토와 종전 조서           | 유재은                 | 고정훈                 |
| 133회                               | 8월 22일       | 4부            | 속죄하는 나라 망각하는 나라    | 유재은                 | 고정훈                 |
| 카레이스키 150                      |                |                |                                |                        |                        |
| 132회                               | 8월 21일       | 1부            | 디아스포라 - 이산              | 김윤양                 | 유지열                 |
| 134회                               | 8월 28일       | 2부            | 레지스탕스 - 항전              | 김윤양                 | 유지열                 |
| 135회                               | 8월 29일       | 3부            | 오딧세이 - 기나긴 여정         | 김윤양                 | 유지열                 |
| 코리아 이브                         |                |                |                                |                        |                        |
| 136회                               | 9월 11일       | 1부            | 가덕도 - 7천 년의 수수께끼     | 김승신                 | 김현기                 |
| 137회                               | 9월 12일       | 2부            | 비밀의 열쇠 순다랜드           | 김승신                 | 김현기                 |
| 플랫폼 혁명                         |                |                |                                |                        |                        |
| 139회                               | 9월 19일       | 1부            | 게임의 규칙이 변한다           | 박민경                 | 손현철                 |
| 144회                               | 10월 17일      | 2부            | 한국경제 - 플랫폼으로 진화하라 | 박민경                 | 손현철, 이다솔         |
| 통일을 보는 두 가지 테마            |                |                |                                |                        |                        |
| 140회                               | 9월 25일       | 1부            | 4강의 한반도 통일 방정식       | 김정중                 | 김정중                 |
| 141회                               | 9월 26일       | 2부            | 짐 로저스의 선택               | 이준화                 | 이준화                 |
| 한국 무형문화유산                   |                |                |                                |                        |                        |
| 144회                               | 10월 24일      | 1부            | 풍류                           | 남화정, 정우정         | 이장종                 |
| 145회                               | 10월 31일      | 2부            | 통영십이공방                   | -                      | 박정용                 |

### 단편 기획

#### 2013년
| 회차 | 방송일    | 부제                                         | 제작진         | 제작진                 |
| 회차 | 방송일    | 부제                                         | 글 · 구성      | 연출                   |
| ---- | --------- | -------------------------------------------- | -------------- | ---------------------- |
| 3회  | 4월 18일  | 철의 여인의 유산                             | 고은희         | 김정균, 황진성, 이승하 |
| 5회  | 4월 25일  | 김정은 - 한 · 미 · 중의 딜레마               | -              | 류종운                 |
| 8회  | 5월 10일  | 바다식목일 기획 - 바다숲                     | 나은희         | 안희구                 |
| 11회 | 5월 23일  | 아베의 질주                                  | 김영지         | 유성문, 이승하         |
| 14회 | 5월 31일  | 백정 아버지와 서양의사 아들                  | 최미혜         | 임기순                 |
| 15회 | 6월 6일   | 아버지의 나라 - 재일동포 청년들의 선택       | -              | 황대준, 이호경         |
| 17회 | 6월 13일  | 검은 돈의 보물섬 - 조세회피처                | 강문채         | 안성진, 강윤기         |
| 20회 | 6월 21일  | 정전 60주년 다큐콘서트 - 끝나지 않은 전쟁    | 한지원, 박애진 | 민승식                 |
| 26회 | 7월 12일  | 캉첸중가 - 끝나지 않은 동행                  | 윤영수         | 김형운                 |
| 28회 | 7월 19일  | 플라톤의 노래 - 늙은 경주마의 기억           | -              | 윤한용                 |
| 29회 | 7월 25일  | 63년의 그리움 - 내 딸 미요코                 | -              | 황대준, 이호경         |
| 30회 | 7월 26일  | 미군 포로 11인의 증언 - 내가 겪은 한국 전쟁  | 이진주         | 최재복                 |
| 32회 | 8월 2일   | 해달의 경고                                  | 박선민         | 박환성                 |
| 34회 | 8월 9일   | 직업성 암 - 0.01%의 좁은 문                  | 정윤미         | 이지희                 |
| 36회 | 8월 16일  | 꼭꼭 숨어라 집게다리 보일라                  | -              | 이경배                 |
| 37회 | 8월 22일  | 엄마가 미안해                                | -              | 구수환                 |
| 38회 | 8월 23일  | 발굴추적 - 120년 전의 시카고에서 찾은 대조선 | 김유미         | 이인수                 |
| 40회 | 8월 30일  | 아자리아의 아리랑                            | 윤영식         | 이연수                 |
| 43회 | 9월 12일  | 바보병원 - 공공병원의 하루                   | 장소영         | 조영중                 |
| 47회 | 9월 26일  | 결혼없는 청춘                                | 이소영         | 황응구                 |
| 48회 | 9월 27일  | 미르푸르의 빛나는 눈동자                     | 임명희         | 고휘진                 |
| 49회 | 10월 3일  | 그들만의 리그 - 부패 네트워크                | 이영옥         | 김정균, 강윤기         |
| 50회 | 10월 4일  | 고래상어 - 바다청년과 친구가 되다            | 이지희         | 김희석, 함민희         |
| 52회 | 10월 11일 | 가계부채 1000조 - 빚 권하는 사회             | 이영옥         | 이승하                 |
| 55회 | 10월 25일 | 스마트폰 빅뱅 - 그 후                        | 김혜정         | 유성문                 |
| 58회 | 11월 7일  | 엄마 곱니 아빠 곱니 - 조선족 아이들          | 윤영수         | 변영섭, 두진선         |
| 59회 | 11월 8일  | 칸타타 보병과 더불어                         | 이장종         | 이장종                 |
| 62회 | 11월 21일 | 노벨상은 어떻게 만들어지는가 - 칼텍          | 이은희         | 최정혜, 지현호         |
| 63회 | 11월 22일 | 추사 김정희 - 어느 가을 날의 여행            | 송재헌         | 송재헌                 |
| 67회 | 12월 6일  | 세상을 바꾼 남자 - 넬슨 만델라               | 조정화         | 김영선, 강윤기         |
| 69회 | 12월 19일 | 우리는 어떻게 죽는가                         | 홍영아         | 조두호, 류충래, 남기세 |
| 70회 | 12월 20일 | 대양을 닮은 바다 - 조수 웅덩이               | 고희갑         | 임형묵                 |
| 71회 | 12월 26일 | 블루베일의 시간                              | -              | 이호경                 |
| 72회 | 12월 27일 | 탈북자 - 경계에 서다                         | 황정연         | 이길도                 |

#### 2014년
| 회차  | 방송일    | 부제                                           | 제작진         | 제작진                        |
| 회차  | 방송일    | 부제                                           | 글 · 구성      | 연출                          |
| ----- | --------- | ---------------------------------------------- | -------------- | ----------------------------- |
| 76회  | 1월 9일   | 무너진 전설 - 한라산 노루                      | 최광예         | 정택수                        |
| 85회  | 2월 7일   | 행복한 노년에 대해여 - 스웨덴                  | 조정화         | 이재오                        |
| 87회  | 2월 14일  | 김정은 2년 - 북한은?                           | 이재정, 김진주 | 이재정, 김범섭                |
| 89회  | 2월 21일  | 엄마의 나라 - 중도입국 청소년 표류기           | 최미혜         | 백승철                        |
| 90회  | 2월 27일  | 세 살의 행복한 기억                            | 함혜원         | 이종진, 박정태                |
| 91회  | 2월 28일  | 발굴 추적 독도 폭격 - 배후에 일본이 있었다     | 이수진         | 이인수                        |
| 92회  | 3월 13일  | 산호초의 선물 라자암팟                         | 안희구         | 안희구                        |
| 102회 | 4월 28일  | 세월호를 기억하라                              | 신지현         | 윤영식, 이준화 이윤정, 김민정 |
| 105화 | 5월 8일   | 길 위의 아버지                                 | 고은희         | 이내규, 박지현                |
| 106화 | 5월 9일   | 긴 이별 짧은 만남 - 조선족 부모들              | 윤영수         | 변영섭, 윤대희 두진선         |
| 108회 | 5월 23일  | 무능과 부패의 네트워크 - 관료 마피아           | 윤영수         | 김정중, 이준화 김승용         |
| 121회 | 7월 11일  | 다리를 놓다                                    | 조정화         | 이재오                        |
| 130회 | 8월 14일  | 프란치스코 - 보통 사람들의 교황                | 한수연         | 정택수                        |
| 138회 | 9월 18일  | 연어의 길은 없다                               | 이혜나         | 안희구                        |
| 142회 | 10월 3일  | 시리아인 압둘 와합의 귀향                      | 황혜경         | 연왕모                        |
| 143회 | 10월 10일 | 피케티의 21세기 자본 - 세계 경제에 던지는 질문 | 김경선         | 유성문, 이문정                |
| 146회 | 11월 7일  | 공인인증서의 덫에 걸린 IT 강국                 | 이재연         | 유재우, 김승용                |
| 147회 | 11월 21일 | 21세기 짜르의 탄생 - 푸틴                      | 윤영수         | 김정주, 이다솔                |
| 148회 | 11월 28일 | 벤처 신화의 눈물 - 팬택 스토리                 | 정지연         | 장강복                        |
| 149회 | 12월 5일  | 청춘 혜초                                      | 김어흥         | 윤찬규                        |
| 150회 | 12월 19일 | 포인트 14 - 우리는 농구를 한다                 | 김혜정         | 김민정                        |

## 같이 보기
- KBS 스페셜
- EBS 다큐프라임 (한국교육방송공사)
- MBC 스페셜 (MBC 시사교양본부 제작)
- SBS 스페셜 (SBS TV)